# أدريان باولين
أدريان باولين (بالهولندية: Adriaan Paulen) (و. 1902 – 1985 م) هو مسير رياضي، ولاعب كرة قدم، وعداء المسافات المتوسطة، ومقاوم عسكري، ومهندس هولندي، ولد في هارلم، شارك في الألعاب الأولمبية الصيفية 1928، والألعاب الأولمبية الصيفية 1924، والألعاب الأولمبية الصيفية 1920، توفي في آيندهوفن، عن عمر يناهز 83 عاماً.

## مناصب
تولى منصب رئيس الاتحاد الدولي لألعاب القوى ‏ (1976–1981)
.

## جوائز
حصل على جوائز منها:

Knight of the Military Order of William, 4th class ‏ (12 سبتمبر 1947)

## روابط خارجية
- أدريان باولين على موقع اللجنة الأولمبية الدولية (الإنجليزية)
- أدريان باولين على موقع أوليمبيديا (الإنجليزية)